# Qiyas
Na jurisprudência islâmica, qiyas (árabe: قياس, qiyās [qɪˈjæːs], lit. 'analogia') é o processo de analogia dedutiva em que os ensinamentos do hadith são comparados e contrastados com os do Alcorão, a fim de aplicar um injunção conhecida (nass) para uma nova circunstância e criar uma nova injunção. Aqui, a decisão da Suna e do Alcorão pode ser usada como um meio para resolver ou fornecer uma resposta a um novo problema que possa surgir. Este, no entanto, é apenas o caso desde que o precedente ou paradigma estabelecido e o novo problema que surgiu compartilhem causas operativas (عِلّة, ʿillah). O ʿillah é o conjunto específico de circunstâncias que desencadeiam a ação de uma determinada lei. Um exemplo do uso de qiyās é o caso da proibição de venda ou compra de mercadorias após a última chamada para as orações de sexta-feira até o final da oração declarada no Alcorão 62:9. Por analogia, esta proibição é alargada a outras transações e atividades, como o trabalho agrícola e a administração. Entre os muçulmanos sunitas, Qiyas foi aceito como uma fonte secundária da lei da xaria junto com Ijmāʿ, depois das fontes primárias do Alcorão e da Suna.